# Ska-Jazz
Ska-Jazz ist eine an traditionellen Jazz-Schemata ausgerichtete und oftmals rein instrumentale Ska-Variante.
Ausgewiesene Ska-Jazz-Bands gehören häufig zu den virtuosesten Vertretern des Genres, wenn auch der kommerzielle Erfolg hinter den „Hitlieferanten“ aus Ska Pop oder 2-tone zurücksteht, da Ska-Jazz von vielen als schwer zugänglich empfunden wird. 
Strukturell orientiert sich Ska-Jazz am klassischen, schulischen Jazz, d. h., dass in einem Song meistens alle Instrumente ihre Soloparts erhalten, klassische Zitate verwendet werden oder bedeutende Klassiker interpretiert (nicht nur gecovert werden).
Vertreter
- The Skatalites
- New York Ska-Jazz Ensemble
- The Articles
- Jazz Jamaica
- Tokyo Ska Paradise Orchestra
- Rotterdam Ska Jazz Foundation
- Skavoovie & The Epitones
- Jazzbo / Yebo
- St. Petersburg Ska-Jazz Review
- Hammond York

Bedeutende Solisten
- Roland Alphonso (sax)
- Don Drummond (tb)
- Tommy McCook (sax)
- Jackie Mittoo (p)
- Ernest Ranglin (g)
- Rico Rodriguez tb